# Kujavica
Kujavica (en serbe cyrillique : Кујавица) est un village de Serbie situé dans la municipalité de Vladimirci, district de Mačva. Au recensement de 2011, il comptait 198 habitants.

## Démographie
| 1948 | 1953 | 1961 | 1971 | 1981 | 1991 | 2002 | 2011 |
| ---- | ---- | ---- | ---- | ---- | ---- | ---- | ---- |
| 380  | 400  | 376  | 303  | 267  | 277  | 244  | 198  |

|  |